# Черняк, Игорь Александрович
Игорь Александрович Черняк (род. 6 июня 1963, Барановичи, Брестская область) — российский журналист, в 2017—2022 годах главный редактор еженедельника «Аргументы и факты», с февраля 2022 года — первый заместитель главного редактора «Российской газеты», шеф-редактор еженедельника «Российская газета» — Неделя.

## Биография
Родился в 1963 году в городе Барановичи, Белорусская ССР.
В 1985 году закончил Московский институт инженеров железнодорожного транспорта по специальности «инженер-экономист».
Согласно воспоминаниям самого Черняка, незадолго до окончания ВУЗа был «усатым балбесом», «играл в футбол» и о будущем не задумывался. В профессию привел его отец — секретарь парткома газеты «Правда», в феврале 1985 года опубликовал свою первую заметку через пресс-бюро «Правды» (подразделение в одноименной газете, предлагавшее новости из Москвы городским и районным изданиям).
С 1985 по 1989 год — работал в еженедельнике «Собеседник» корреспондентом, редактором отдела.
С 1988 по 2003 год — в «Комсомольской правде» (специальный корреспондент, редактор отдела политики, входил в состав журналистских пулов Президента РФ В. Путина и министра обороны РФ С. Б. Иванова).
С 2004 года — в «Российской газете» (редактор отдела права, заместитель главного редактора — шеф-редактор еженедельника «Российская газета» — Неделя).
С января 2017 по февраль 2022 года — главный редактор еженедельника «Аргументы и факты».
В сентябре 2017 года был депортирован из Молдовы, куда он прибыл с частным визитом. После этого Черняк публично назвал власти этой страны «идиотами».
С февраля 2022 года — первый заместитель главного редактора «Российской газеты», шеф-редактор еженедельника «Российская газета» — Неделя.
Член Общественных советов при Министерстве обороны РФ и Министерстве внутренних дел РФ.

## Награды
Награждён медалью ордена «За заслуги перед Отечеством» ΙΙ степени (2019, «За заслуги в развитии отечественных средств массовой информации и многолетнюю плодотворную работу»), Почетной грамотой и благодарностью Президента РФ, а также рядом медалей Минобороны, МВД, СВР, МЧС, ФСИН, Минтранса и др.
В 2012 году — Лауреат премии Правительства Российской Федерации в области СМИ.
В 2014 году — Лауреат премии «Человек года — 2014» по версии Русского биографического института.
В 2023 году — лауреат премии «Лучший медиаменеджер» Союза журналистов РФ.

## Семья
Отец — Черняк Александр Викентьевич (Белоруссия, 1940), д.и.н., профессор, в прошлом — функционер советской прессы ЦК КПСС, начинал карьеру собкором Белорусского радио в Барановичах, мать, Лариса Адамовна — в барановичской газете «Знамя коммунизма», в Москву семья переехала в 1973 году
Женат, двое детей. Дочь — Яна Черняк, видеомонтажер.